# L’Aubépin
L’Aubépin ist eine Ortschaft und eine Commune déléguée in der französischen Gemeinde Les Trois-Châteaux mit 161 Einwohnern (Stand: 1. Januar 2018) im Département Jura in der Region Bourgogne-Franche-Comté. 
L’Aubépin wurde mit Wirkung vom 1. April 2016 mit den früheren Gemeinden Chazelles und Nanc-lès-Saint-Amour zur Commune nouvelle Les Trois Châteaux zusammengelegt. Die Gemeinde L’Aubépin befand sich im Arrondissement Lons-le-Saunier und im  Kanton Saint-Amour.

## Geografie
Die Nachbarorte sind Montagna-le-Reconduit im Norden, Thoissia im Südwesten, Nanc-lès-Saint-Amour im Süden, Saint-Amour im Westen und Balanod im Nordwesten.

## Bevölkerungsentwicklung
| 1962 | 1968 | 1975 | 1982 | 1990 | 1999 | 2008 | 2018 |
| ---- | ---- | ---- | ---- | ---- | ---- | ---- | ---- |
| 108  | 95   | 96   | 119  | 125  | 131  | 139  | 161  |

## Wirtschaft
Die Rebflächen in L’Aubépin gehören zum Weinanbaugebiet Côtes du Jura.